# كال إلدريد
كال إلدريد (بالإنجليزية: Cal Eldred)‏ هو لاعب كرة قاعدة أمريكي، ولد في 24 نوفمبر 1967 في سيدار رابيدز في الولايات المتحدة.

## وصلات خارجية
- كال إلدريد على موقع دوري كرة القاعدة الرئيسي (الإنجليزية)
- كال إلدريد على موقعبيزبول رفرنس.كوم (الدوري الرئيسي) (الإنجليزية)
- كال إلدريد على موقعبيزبول رفرنس.كوم (الدوري الثانوي) (الإنجليزية)
- كال إلدريد على موقع جمعية أبحاث البيسبول الأمريكية (الإنجليزية)
- كال إلدريد على موقع إي إس بي إن.كوم (أم.أل.بي) (الإنجليزية)
- كال إلدريد على موقع مشجعي الرسوم البيانية (الإنجليزية)